# 와타나베 가나
와타나베 가나(일본어: 渡辺 夏奈, 1984년 7월 28일 ~ )는 일본의 여자 축구 선수이다.

## 국가대표팀 경력
그녀는 2002년 FIFA U-19 세계 여자 축구 선수권 대회에 참가할 일본 U-19 국가대표팀에 발탁되었으며, 4경기에 출전했다. 2003년과, 2005년 하계 유니버시아드에도 출전했다. 2003년 은메달, 2005년 동메달.